# Nothodiplax
Nothodiplax dendrophila
Genre
Espèce
Nothodiplax est un genre de libellules de la famille des Libellulidae (sous-ordre des Anisoptères, ordre des Odonates). Il ne comprend qu'une seule espèce, Nothodiplax dendrophila découverte au Surinam.

## Systématique
Le genre Nothodiplax et l'espèce Nothodiplax dendrophila ont été décrits en 1984 par l'entomologiste néerlandais Jean Belle (d),.

## Publication originale
- (en) Jean Belle, « Nothodiplax dendrophila, a new genus and a new species from Surinam (Odonata: Libellulidae) », Entomologische Berichten, Amsterdam, NEV (d), vol. 44, no 1,‎ 1er janvier 1984, p. 6-8 (ISSN 0013-8827 et 2543-1544, OCLC 1345338, lire en ligne).